# Boisset-et-Gaujac
Boisset-et-Gaujac es una población y comuna francesa, situada en la región de Languedoc-Rosellón, departamento de Gard, en el distrito de Alès y cantón de Anduze.

## Demografía
| 553 | 711 | 918 | 1106 | 1548 | 1787 |
| Para los censos de 1962 a 1999 la población legal corresponde a la población sin duplicidades (Fuente: INSEE [Consultar]) |     |     |      |      |      |